# Karl Ehn

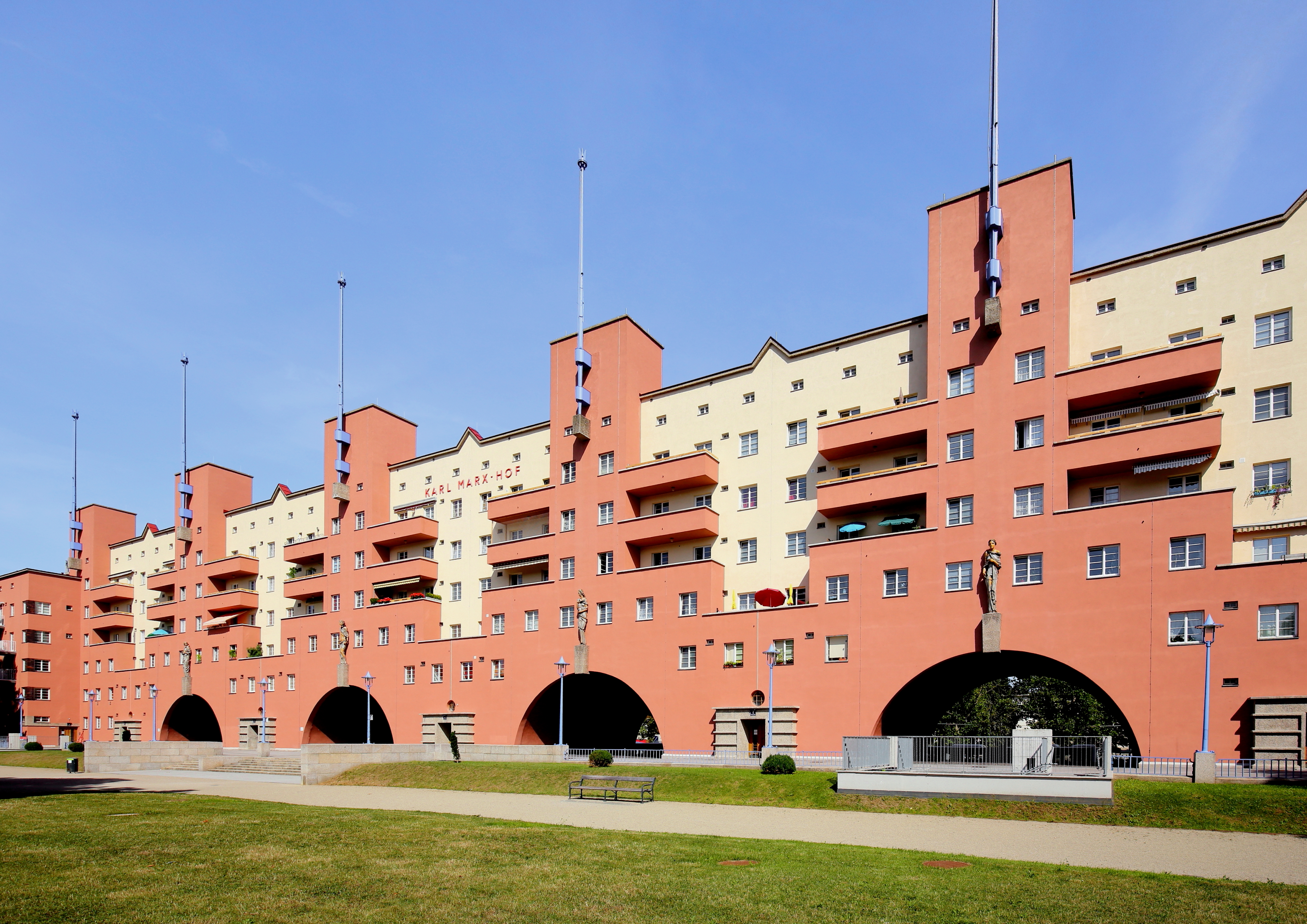
Karl-Marx-Hof (1927-1930), Viena

Karl Ehn (Viena, 1 de noviembre de 1884-ibidem, 26 de julio de 1959) fue un arquitecto racionalista austríaco. 

## Trayectoria
Estudió en la Academia de Bellas Artes de Viena entre 1904 y 1907, donde fue alumno de Otto Wagner. En 1908 entró a trabajar en el Servicio de Arquitectura del Ayuntamiento de Viena. Sus primeras obras, un campanario y una casa funeraria, destacan por su geometrismo y su utilización de volúmenes simples ensamblados. En 1922 construyó su primer edificio, todavía en estilo Biedermeier. Al año siguiente proyectó el cementerio central y la urbanización Hermeswiese, en las que siguió el concepto de las ciudades-jardín inglesas.
En el conjunto de viviendas Bebelhof (1927) se fue acercando a la vanguardia, con una manzana de edificios de masas articuladas por torres cuadradas y muros portantes marcados con mástiles, así como una serie de líneas dinámicas unidas a los salientes de los pisos, que recuerdan la obra de Erich Mendelsohn o Willem Marinus Dudok.
Su obra más relevante fue el conjunto residencial Karl Marx-Hof de Viena (1927-1930), un gigantesco bloque de viviendas de un kilómetro de largo, de forma rectangular con un gran patio central que sirve de plaza, jardín y centro de servicios comunitarios, con casi 1400 apartamentos. En su fachada principal situó cuatro grandes arcos a modo de arco triunfal, coronados por estatuas de Joseph Riedl. El conjunto incluía lavanderías, guarderías, asilo, biblioteca, dispensario médico y odontológico y oficina postal. Esta obra se convirtió en el emblema del proyecto social del Partido socialista, al que pertenecía Ehn.
En 1932 construyó el conjunto Adelheid-Popp-Hof. Tras la Segunda Guerra Mundial aún realizó diversos proyectos de vivienda social, como el Karl-Schönherr-Hof (1952).